# Svete šume Mijikenda Kaya
Svete šume Mijikenda Kaya (engl.: Sacred Mijikenda Kaya Forests) je UNESCO-ova svjetska baština koju čini 11 odvojenih šumskih lokaliteta na području od 200 km uz kenijsku obalu, a u kojima se nalaze brojna utvrđena sela naroda Mijikenda ("devet plemena"), poznata kao kaye (engl. kaya, množina kayas). Kaye su nastala u 16. stoljeću, ali su napuštena 1940-ih. Danas se smatraju svetim mjestima i kao takva su ih održavala vijeća staraca. Jedanaest kaya, od poznatih pedesetak, je upisano na popis mjesta svjetske baštine u Africi 2008. godine kao "nositelji jedinstvenog svjedočanstva kulturne tradicije i izravna veza sa živućom tradicijom", zbog toga su također, tradicije i običaji naroda Mijikenda u svetim kaya šumama upisane na popis nematerijalne svjetske baštine u Africi 2009. godine.

## Povijest
Prema usmenoj predaji devet plemena Mijikenda (Digo, Chonyi, Kambe, Duruma, Kauma, Ribe, Rabai, Jibana, i Giriama) su svoja sela osnovali u 16. stoljeću, kada su došli sa sjevera (vjerojatno iz Somalije) i zakopali svoje svete figure (fingo). Prije su živjeli uz samu obalu, a u šume u unutrašnjosti su se povukli kako bi izbjegli portugalsku okupaciju.
Bogati su tradicijom jer su britanski i njemački kolonisti imali značajniji utjecaj u unutrašnjosti Kenije, ostavivši siromašnu obalu na miru. Danas svako pleme Mijikenda ima posebne običaje i jezik, iako su jezici slični jedni drugom i svahiliju. Zbog blizine plemena Mijikenda granici, pleme Digo većinom živi u Tanzaniji.

## Odlike
Kaya šume se većinom nalaze na niskim brežuljcima, ne dalje od 50 km od morske obale Kenije. Uglavnom ih čini tropska kišna šuma veličine od 30 do 300 hektara, koja je jasno okružena poljoprivrednim zasadima mangoa, kokosa ili kašua. 
U njima se nalaze ostaci starih sela od kojih su ostale tek poneke građevine uz ostatke kružnih palisadnih drvenih zidina ili suhozida. kako su kuće grupirane uz kružne zidine, središta su prostrana dvorišta u kojima se nalazio sveti gaj ili slamnata vijećnica (moro) gdje se, prema usmenoj predaji, po dolasku zakopala sveta skulptura (fingo). Mijikende su također poznati i po pogrebnim drvenim skulpturama (kigango) koje su predmet crnog tržišta.
I nakon napuštanja ovih sela u njima su živjeli plemenski starješine koji su ih pretvorili u svetišta i mjesta ceremonijalnih sabora, a okolne šume su postale mjesta molitve i skupljanja voćki i biljaka. Groblja su narasla oko sela i neke od znamenitih grobnica plemenskih starješina su sačuvane, kao i brojni kameni spomenici (vigango).
Zbog toga je sječa ovih svetih šuma strogo zabranjena, kao i uporaba za ispašu stoke i lov nekih vrsta životinja. To još vijek nadziru plemenske starješine koji vode pripadnike Mijikenda plemena kroz šume na molitvu njihovim predcima i jedinstvenog boga Mulungua, te imaju pravo izricati presude u slučaju kršenja pravila.

## Vanjske poveznice
- Fotografije na ourplaceworldheritage.com  Arhivirana inačica izvorne stranice od 5. ožujka 2016. (Wayback Machine)
- video na službenim stranicama UNESCO-a  Arhivirana inačica izvorne stranice od 19. listopada 2011. (Wayback Machine) (engl.) 14. min.